# Ceroplesis arcuata
Ceroplesis arcuata är en skalbaggsart som beskrevs av Edgar von Harold 1879. Ceroplesis arcuata ingår i släktet Ceroplesis och familjen långhorningar.
Artens utbredningsområde är Angola. Inga underarter finns listade i Catalogue of Life.